# Sambaíba
Sambaíba is een gemeente in de Braziliaanse deelstaat Maranhão. De gemeente telt 6.038 inwoners (schatting 2009).